# Aurel Klimt
Aurel Klimt (* 6. srpna 1972, Žilina, Slovensko) je český animátor a vysokoškolský učitel.

## Život
Aurel Klimt vystudoval pražské Gymnázium Jana Keplera a Katedru animované tvorby na Filmové a televizní fakultě Akademie múzických umění v Praze. Nejprve se věnoval kreslené animaci, posléze v ateliéru Radka Pilaře videoartu a od třetího ročníku pod vedením tvůrce slavných „Medvědů od Kolína“ profesora Břetislava Pojara pixilaci a loutkové animaci. Během studií na sebe výrazně upozornil již svými prvními filmy a jeho jméno proniklo na mezinárodní festivaly. Za svou tvorbu získal vysoká domácí i mezinárodní ocenění, včetně nominace na studentského Oskara. Od dokončení školy pracuje především na svých autorských filmech, ale realizoval i divadelní představení nebo televizní znělky. Na svých filmech, ale i ostatních projektech si zajišťuje scénář, střih, animaci, režii, technologii (scénografii) a většinou i námět.
Aurel Klimt vedl v letech 2006 – 2015 Katedru animované tvorby na FAMU, na níž působil od roku 1999. Roku 2013 získal docenturu v oboru animovaná a multimediální tvorba.
V roce 1999 se A. Klimt přestěhoval do Malešova nedaleko Kutné Hory, kde roku 2003 založil Studio ZVON.

## Videoarty
- Dávno – 1992
- Uvnitř – 1994 – Hlavní cena diváka a čestné uznání – Mladá kamera 94

## Filmy
- Maškin zabil Koškina – 1996 – Maxim – Festival FAMU 96, Čestné uznání Fites 96, Kristián 96 – cena české filmové kritiky
- Eastern – Krvavý Hugo – 1997 – Maxim – Festival FAMU 97, 1. místo – Brněnská šestnáctka 97, Hlavní cena – Cergy Pontoas 98 (Paříž), Nominace na studentského Oskara 1998
- O kouzelném Zvonu – 1998 – Kristián 98, Cena Hermíny Týrlové – Zlín 99, Cena dětské poroty – Annecy 99 (Francie), 1. místo – Tel Aviv 2000 (Izrael), Bronzový lev – Taipei 2000 (Tchaj-wan), Nickledeon Award – New York Children's festival 2001
- Pád – 1999 – Kristián 99, Cena Českého literárního fondu 2000, Zlatý tanečník – Huesca (Španělsko), Hlavní cena Mezinár. asociace film. klubů – Huesca, 1. místo – Trieste 2001 (Itálie), Zvláštní cena poroty – Angers (Francie)
- Fimfárum Jana Wericha – 2001 – Kristián 2001
- Franta Nebojsa – 2002 – Fimfárum Jana Wericha
- Hrbáči z Damašku – 2006 (Fimfárum 2)
- Lajka – 2017 – Český lev za nejlepší scénografii; film se i přes velikou práci s animací nesetkal s vřelým diváckým přijetím